# Карл фон Рокітанські
Карл фон Рокітанські (нім. Carl von Rokitansky, повне ім'я Карл Йозеф Вензель Прокоп Рокітанські, нім. Karl Joseph Wenzel Prokop Rokitansky; 19 лютого 1804, Кьонігграц, Богемія — 23 липня 1878, Відень, Австро-Угорська імперія) — австрійський патолог, політик і філософ.

## Біографія

### Освіта
Син канцлера округу Ляйтмеріц Прокопа Рокитанські. Його мати Терезія була дочкою Лодгмана Ріттера фон Оена, повітового комісара Кьонігграца. Карл був першим із чотирьох дітей у сім'ї. Через ранню смерть батька у 1812 році Карл виріс у скрутних умовах. Незважаючи на таку ситуацію, мати дозволила йому відвідувати середню школу в Кьонігграце, а потім Празький університет імені Карла Фердинанда. Тут йому довелося вивчати філософію три семестри, перш ніж він зміг почати вивчати медицину в 1821 році. У той час лекції проводилися німецькою та латинською мовами. Він заробляв на життя приватними уроками.
У 1824 році він переїхав до Відня до дядька Лоджмана фон Оена, щоб продовжити навчання у Віденському університеті. З 1827 року він активно займався патологоанатомічними дослідженнями у Королівській Віденській лікарні, де був 2-м асистентом кафедри патологічної анатомії Віденського університету. У Відні йому присуджено ступінь доктора медицини 6 березня 1828 року та призначено на першу платну посаду першого асистента кафедри патологічної анатомії.

### Кар'єра
Він ніколи не займався клінічною медициною, а потрапив прямо у відділення патології. З 1830 року — асистент у Патологоанатомічному інституті. У 1834 році він став призначений надзвичайним професором патологічної анатомії, призначений куратором Патологоанатомічного музею. У 1844 році отримав першу кафедру з патологічної анатомії у Віденському університеті, того ж року його навчальна дисципліна стала обов'язковим предметом викладання. Рокітанські провів у цьому закладі все своє наукове життя (1830—1875).

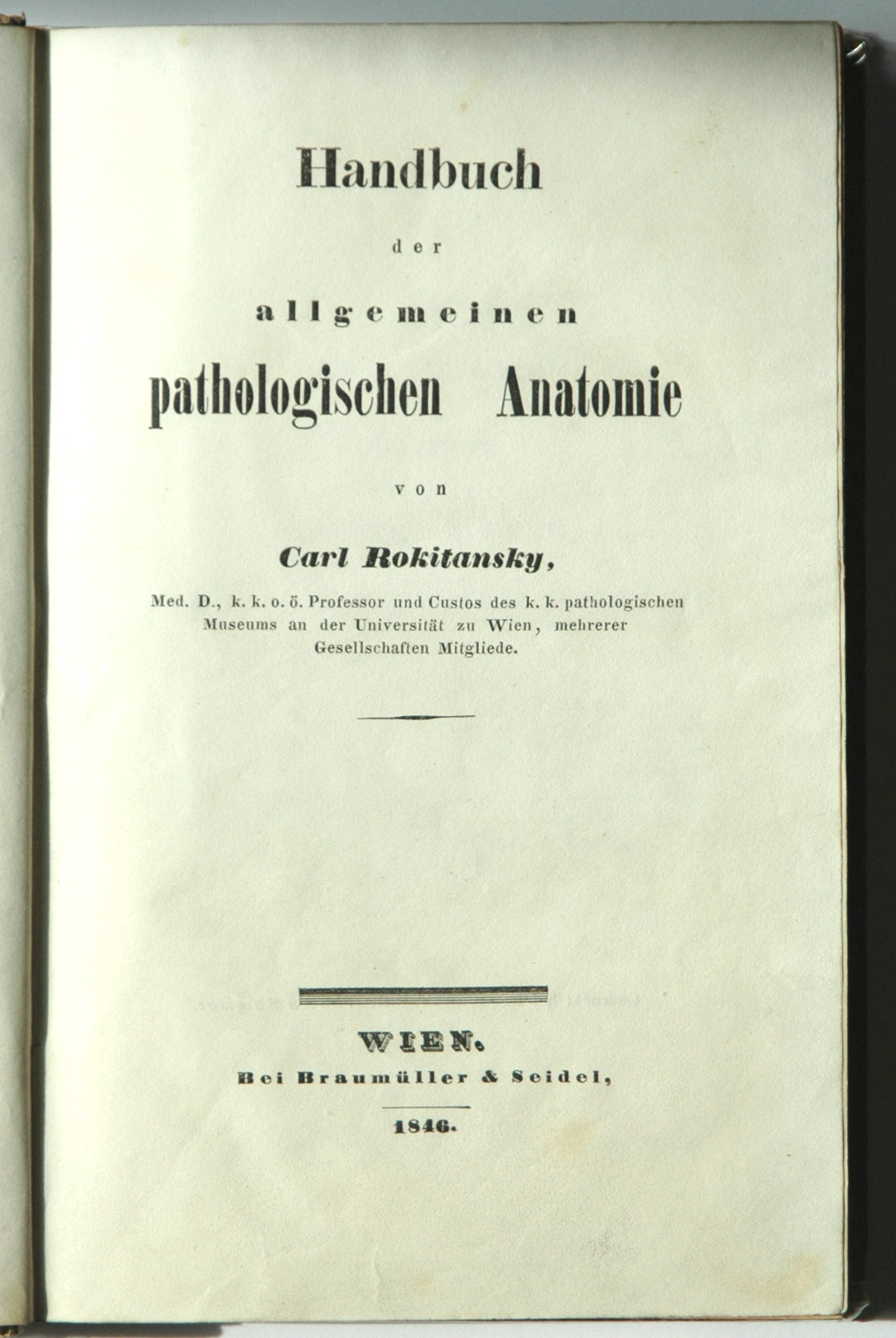
Підручник з патологічної анатомії авторства Карла Рокітанські

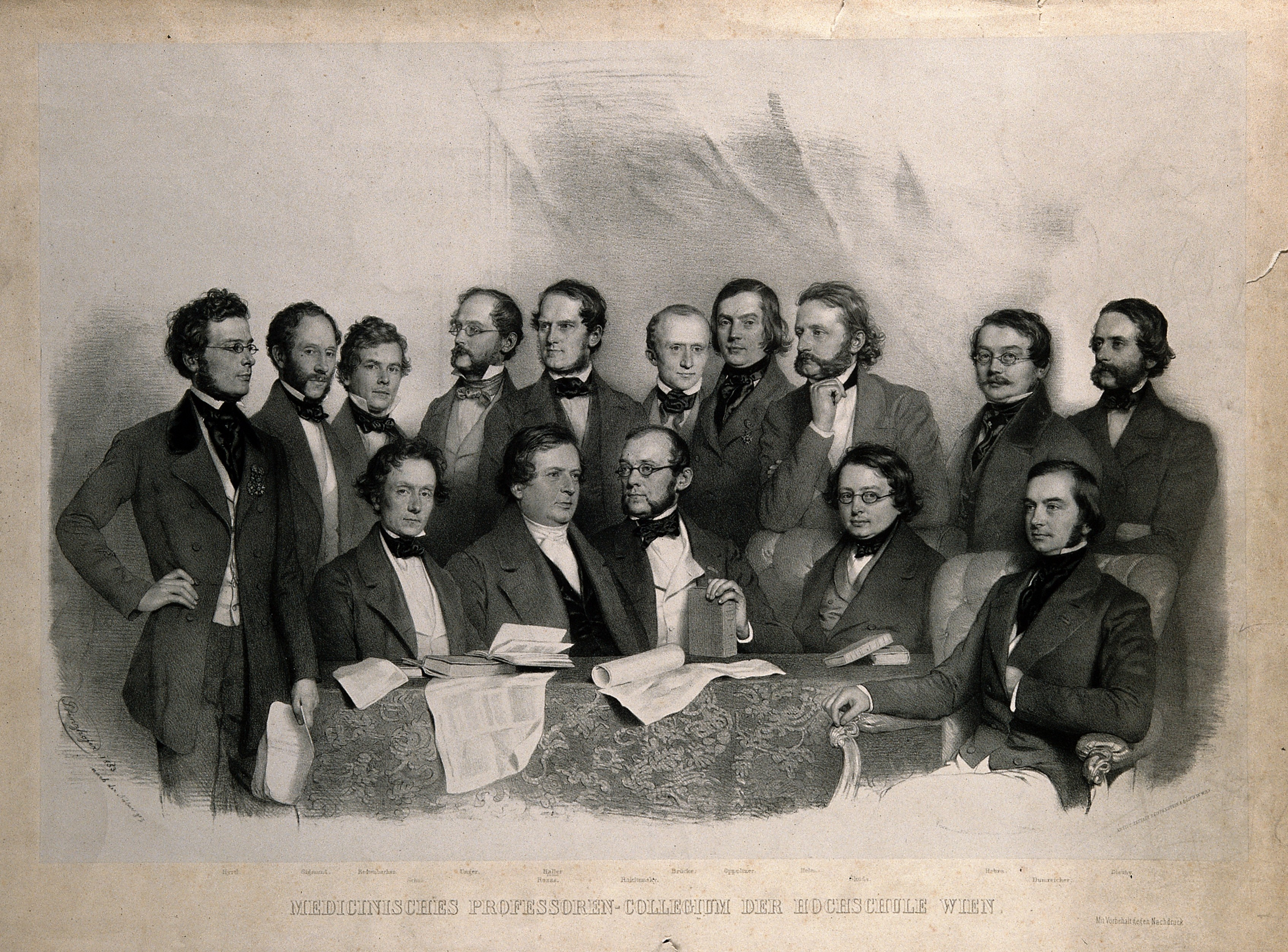
«Віденські лікарі» — професори Віденського університету. У центрі за столом впівоберта Карл Рокітанські, вправо від нього Йозеф Шкода. Стоїть другий вправо Фердинанд фон Гебра. (Літографія Й. Штадлера, 1855 року з літографії А. Прінцгофера 1853 року.

Рокітанські визнав, що досі занедбана дисципліна патологічної анатомії як науки повинна слугувати клінічній практиці. Лише тоді вона могла б запропонувати лікареві біля ліжка хворого нові діагностичні та терапевтичні заходи. Таким чином Рокітанські здійснив наукову «революцію». Зі створенням «молодої або другої» Віденської медичної школи Рокітанські разом з фахівцем з внутрішніх хвороб (інтерністом) Йозефом фон Шкодою та дерматологом Фердинандом фон Гебра розпочали зміну парадигми, яка призвела медицину, орієнтовану на природну філософію, до сучасної медицини, орієнтованої на науку. Завдяки спеціалізації медицини в поєднанні з розробкою нових дисциплін «віденські лікарі» здобули світову репутацію.
Перший розтин Рокітанські здійснив у 1827 році, а через 48 років після виходу на пенсію було наголошено, що він здійснив або брав участь у 59.786 розтинах. Крім того, було близько 25 000 медико-правових аутопсій або судових справ. Оцінки дослідників життя Рокітанські оцінюють кількість розтинів, які він здійснив, від 30000 до 100000.
У 1869 році Рокітанські обрано президентом Віденської академії наук, членом якої він був з 1843 року. У 1870 році став членом Паризької академії наук, а також президентом Віденського антропологічного товариства і Товариства лікарів Відня.
Підручник з патології (Handbuch dermatologischen Anatomie), є першопрохідцем у піднесенні патології до статусу визнаної науки. Рокітанські працював над цією книгою довгі роки, і, швидше за все, видавництво затрималось би ще довше, якби хтось не прошепотів йому на вухо, що, можливо, професор судової медицини Якоб Коллечка випередить його з подібною роботою. Кількість оригінальних описів у його підручнику є приголомшливою. Сформульовану Рокітанські у 1846 році «кров'яну теорію» і викладену в першому виданні підручника, різко критикував Рудольф Вірхов, який, разом з тим, дуже шанував науковця за його заслуги в розвитку вчення про патологію. Рокітанські надавав крові особливий сенс як місцю патологічного виникнення всіх захворювань, які неможливо точно локалізувати. Після критики Вірхова він визнав помилку і у другому виданні всі ці негаразди були усунені. Відмовившись від хімії, Рокітанські більше акцентував увагу на основних правилах морфології. Незважаючи на такі теоретичні прорахунки першого видання, Рокітанські виявив більш чітко, ніж будь-який із своїх попередників, природну історію хвороби та її структурні прояви.
Рокітанські був одним з небагатьох, хто стояв на боці Ігнаца Земмельвейса у суперечці щодо його поглядів на асептичні методи, підтримав його в зусиллях по викоріненню післяпологової гарячки, очистивши таким чином пологові відділення європейських лікарень. Саме Рокітанські у 1846 році надихнув угорського студента Земмелвейса на вивчення медицини. Саме смерть одного з колег Рокітанські, Якоба Коллечка переконала Земмельвейса у механізмі виникнення сепсису. Коллечек порізав палець під час розтину, і це переросло у хронічну піємію, яка спричинила його передчасну смерть 13 березня 1847 року.
Лектором він був не дуже вдалим, за словами сучасників читав лекції слабким монотонним голосом наче розповідав анекдот побоюючись, що половина аудиторії вже чула його раніше.
Він багато в чому посприяв розвитку медичної науки в Інсбруку і Граці. Він запропонував прихід Йозефа Шкоди на кафедру внутрішньої медицини, Теодора Більрота до Відня, Едвіна Клебса до Праги. Рокітанські справедливо можна вважати найкращим анатомічним патологом свого століття, і саме завдяки його впливу Віденська школа стала всесвітньо популярною. Однак до 1862 року його приміщення для секцій здебільшого нагадували сарай на милість вітру та дощу, слугуючи як кімнатою для зберігання трупів, так і секційною. Лише того року в його розпорядження була передана нова будівля, в якій розмістилися і його кабінет, і нове приміщення для секцій, і, що не менш важливо, його патологоанатомічні колекції.
Протягом певного часу він був деканом медичного факультету, згодом ректором Віденського університету.
Окрім своєї наукової роботи Рокітанські займався медичною філософією. Він оголосив матеріалізм абсолютною прерогативою науки, але відкинув його як погляд на життя. Він захопився філософією Артура Шопенгауера, додавши власні інтерпретації.
Рокітанські також був політично активним. У 1867 році він став довічним членом Райхсрату, і певний час виступав там з промовами, які читав краще, ніж лекції. Там він демонстрував свої ліберальні погляди, що зокрема показав із досконалою іронією у своїй відомій промові, виступаючи за відрив школи від церкви.

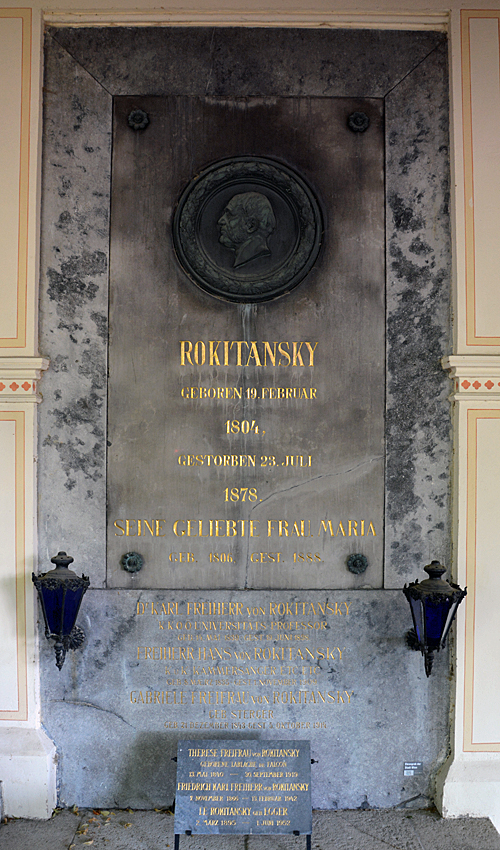
Надгробок на могилі Карла фон Рокітанські

Однією з багатьох відзнак, які йому дарували на 70-річчя, було його зведення у лицарство, що зробило його Фрайгерром (нім. Freiherr) фон Рокітанські. Цей титул відповідає барону. Він вийшов у відставку в 1875 році, після свого 70-річчя і, тим самим, перевищив тодішню вікову планку виходу на пенсію австрійських професорів. Помер у 1878 році від нападу бронхіальної астми.

### Сім'я
У 1834 році він одружився з Марією Анною Вайс, співачкою, ученицею Антоніо Сальєрі. Вона відмовилася від співочої кар'єри на користь сім'ї. У них народилося четверо дітей: Ганс став відомим співаком Віденської придворної опери, Віктор також став співаком і викладачем співу, Карл — професором гінекології в університеті Граца та Прокоп — професором внутрішньої медицини в Інсбрукському університеті. Рокітанські про них казав: "" die Einen heilen, die Anderen heulen « — одні — лікують, інші — голосять». Дружина Прокопа Марі написала відому кулінарну книгу австрійської кухні.

## Наукові здобутки
Він був першим науковцем, який виявив бактерії при бактеріальному ендокардиті, вперше розрізнив часткову та бронхопневмонію. Дав у 1839 році перші описи спондилолістезу та деформацій таза. Навів диференційні ознаки хронічної хвороби нирок та амілоїдозу нирки. Тоді ж вперше описав гостре розширення шлунка (гастроектазія). Виявив вперше жовту атрофію печінки у 1843 році.
Лише у віці 39-и років Рокітанські ознайомився з використанням світлового мікроскопа, і його гістологічні методи залишалися порівняно простими. Його найважливіші гістологічні дослідження були опубліковані у 1854 році у статті «Зростання сполучної тканини» («Über das Auswachsen der Binde-Gewebssubstansen») і в 1857 році — «Про пухлини сполучної тканини нервової системи» («Über Bindegewebswucherung im Nervensysteme»). Написав видатну монографію про захворювання артерій та про вроджені вади серця.

## Епоніми у медицині на честь Рокітанські
- Синдром Маєра — Рокітанського — Кюстера — Гаузера — поєднання вродженої відсутності піхви, первинної аменореї, рудиментарної матки і морфологічно нормальних яєчників та фаллопієвих труб, розташованими на бічній поверхні таза.[8][9][10][11]
- дивертикул Рокітанські — тяговий дивертикул, який виникає внаслідок зростання біфуркаторної залози зі стравоходом[12].
- тріада Рокітанські — легеневий стеноз, субаортальний дефект перегородки аорти у правому бічному положенні[13].
- синуси Рокітанські-Ашоффа — грижі жовчного міхура. Зазвичай зустрічаються мікроскопічні грижі слизової жовчного міхура. Вони можуть проникати в м'язову стінку і через неї[14].
- виразка Рокітанські-Кушінга — гостра виразка шлунка, проксимального відділу дванадцятипалої кишки або стравоходу часто призводить до крововиливів або перфорації, що пов'язано з внутрішньочерепною травмою або підвищенням внутрішньочерепного тиску, яке призводить до гіперсекреції шлункової кислоти. Епонім, який використовується для позначення шлунково-кишкових геморагічних ускладнень, які виникають після травми голови або при інших нейрохірургічних хворобах[15][16].
- синдром Рокітанські-Моді Еббот — рідкісна вроджена хвороба серця[17].
- синдром Рокітанські — рідкісна малосимптомна вроджена вада серця з другим аускультативним тоном зліва від груднини, зустрічається переважно у чоловіків[18].